# Komisja Rolnictwa i Gospodarki Żywnościowej
Komisja Rolnictwa i Gospodarki Żywnościowej – stała komisja sejmowa działająca do końca II kadencji.

## Prezydium komisji wSejmie II kadencji
- Stanisław Kalemba (PSL) – przewodniczący
- Andrzej Aumiller (UP) – zastępca przewodniczącego
- Zofia Grzebisz-Nowicka (SLD) – zastępca przewodniczącego
- Maria Stolzman (UW) – zastępca przewodniczącego[1]

## Prezydium komisji wSejmie I kadencji
- Antoni Furtak (PL) – przewodniczący
- Kazimierz Iwaniec (SLD) – zastępca przewodniczącego
- Zbigniew Kośla (PL) – zastępca przewodniczącego
- Mieczysław Pawlak (PL) – zastępca przewodniczącego
- Ryszard Smolarek (PSL) – zastępca przewodniczącego[2]

## Prezydium komisji wSejmie X kadencji PRL
- Jacek Soska (PSL) – przewodniczący
- Ryszard Smolarek (PZPR) – zastępca przewodniczącego
- Tadeusz Sierżant (OKP) – zastępca przewodniczącego
- Mirosław Nowakowski (SD) – zastępca przewodniczącego
- Andrzej Aumiller (PZPR) – zastępca przewodniczącego[3]